# Sean Mathias
Sean Gerard Mathias (Swansea, 14 de marzo de 1956) es un guionista y actor británico, conocido además de por su amplia trayectoria teatral, por dirigir la película Bent.

## Biografía
Comenzó su carrera como actor en 1977 en la serie de la BBC Survivors y en la película A Bridge Too Far .
Más tarde, centró su carrera en el teatro, tanto como actor como dramaturgo, con apariciones menores en televisión; como director teatral, empezó en 1988 con Exceptions.
En el terreno personal, fue pareja del actor Ian McKellen de 1978 a 1988, y se casó con Paul de Lange en 2007.

## Premios y distinciones
Festival Internacional de Cine de Cannes
| Año  | Categoría                                   | Película | Resultado |
| ---- | ------------------------------------------- | -------- | --------- |
| 1997 | Premio de la Juventud - Película extranjera | Bent     | Ganador   |